# Agrostis anomala
Agrostis anomala é uma espécie de gramínea do gênero Agrostis, pertencente à família Poaceae.